# Itaporã
Itaporã, amtlich Município de Itaporã, ist eine Stadt im brasilianischen Bundesstaat Mato Grosso do Sul in der Mesoregion Süd-West in der Mikroregion Dourados. Die Gemeinde wird auch Stadt des Fisches genannt.

## Geografie

### Lage
Die Stadt liegt 228 km von der Hauptstadt des Bundesstaates (Campo Grande) und 1244 km von der Landeshauptstadt (Brasília) entfernt. Die Stadt grenzt an die Nachbarstädte Dourados, Douradina, Maracaju und Rio Brilhante.

### Klima
In der Stadt herrscht tropisches Klima(AW). Die jährliche Niederschlagsmenge variiert von 1500 bis 1750 mm. Die Trockenzeit ist kürzer als vier Monate.

### Gewässer
Die Stadt liegt am Rio Brilhante, der zum Flusssystem des Río de la Plata gehören.

### Vegetation
Das Gebiet ist ein Teil der Cerrados (Savannen Zentralbrasiliens).

### Wirtschaft
Hauptwirtschaftszweige sind Landwirtschaft, Viehzucht und Fischzucht. Die Stadt hat einen der größten Schlachthöfe des Landes. 2003 wurden 70 Prozent der Produktion in die Schweiz, Deutschland, Frankreich, England, den USA und Chile exportiert.

### Durchschnittseinkommen und HDI
Das Durchschnittseinkommen lag 2011 bei 17.979 Real, der Index der menschlichen Entwicklung (HDI) bei 0,654.